# 消防女子!!女性消防士・高柳蘭の誕生
『消防女子!!女性消防士・高柳蘭の誕生』（しょうぼうじょし じょせいしょうぼうし たかやなぎらんのたんじょう）は、佐藤青南による日本のミステリー小説。

## 概要
横浜市消防局に入局した新米女性消防士が大火災に立ち向かう消防サスペンス。
本作も前回同様に著者本人の発案によりCMが制作され、CMには第8回『このミステリーがすごい!』大賞出身作家の伽古屋圭市が出演している。
2015年には横浜市消防局とのコラボも行われ、2016年1月にはボトルパッケージに「消防女子!!」シリーズ表紙のイラストが起用されたペットボトル飲料水も発売された。

## あらすじ
横浜市消防局の架空の消防署「湊消防署」に配属された新米女性消防士・高柳蘭は、多忙な日々を過ごしていた。ある日、蘭の使用している空気呼吸器の空気残量が不足していることに気づく。毎日欠かさず点検しているにもかかわらず連続して起こる不可解な出来事に、蘭は同僚の犯行を訝り疑心暗鬼になってしまう。さらには、辞職を迫る脅迫状まで届き……。一方、世間では世界一周クルーズ中の中国豪華客船が横浜港に寄港した。しかし海上で事件が起こり、蘭たちに出動要請がかかる！

## 書誌情報
- 単行本：2012年6月8日発売、宝島社、ISBN 978-4-7966-9588-6
- 文庫本：2013年6月6日発売、宝島社文庫、ISBN 978-4-8002-1139-2

## コミカライズ
『消防女子!!』のタイトルで、上遠野洋一の作画により、竹書房より発刊。
- 第1巻：2013年7月17日発売、竹書房、ISBN 978-4-8124-8331-2[2][3]
- 第2巻：2013年12月17発売、竹書房、ISBN 978-4-8124-8480-7[4][5]